# Skoki do wody na Mistrzostwach Świata w Pływaniu 2019 – wieża 10 m synchronicznie mężczyzn
Wieża 10 m synchronicznie mężczyzn – jedna z konkurencji rozgrywanych w ramach skoków do wody, podczas mistrzostw świata w pływaniu w 2019. Eliminacje oraz finał odbyły się 15 lipca.
Do eliminacji zgłoszonych zostało 17 par. Dwanaście najlepszych duetów awansowało do finałowej rywalizacji.
Zwycięzcami konkurencji zostali reprezentanci Chin Cao Yuan i Chen Aisen. Drugą pozycję zajęli zawodnicy z Rosji Aleksandr Bondar i Wiktor Minibajew, trzecią zaś reprezentujący Wielką Brytanię Tom Daley i Matty Lee.

## Wyniki
| Miejsce | Zawodnicy                              | Państwo           | Eliminacje | Eliminacje | Finał  | Finał   |
| Miejsce | Zawodnicy                              | Państwo           | Wynik      | Miejsce    | Wynik  | Miejsce |
| ------- | -------------------------------------- | ----------------- | ---------- | ---------- | ------ | ------- |
| 01 !    | Cao Yuan Chen Aisen                    | Chiny             | 460,29     | 1.         | 486,93 | 1.      |
| 02 !    | Aleksandr Bondar Wiktor Minibajew      | Rosja             | 407,37     | 3.         | 444,60 | 2.      |
| 03 !    | Tom Daley Matty Lee                    | Wielka Brytania   | 416,28     | 2.         | 425,91 | 3.      |
| 4.      | Ołeh Serbin Ołeksij Sereda             | Ukraina           | 339,21     | 11.        | 412,62 | 4.      |
| 5.      | Domonic Bedggood Declan Stacey         | Australia         | 370,29     | 9.         | 411,24 | 5.      |
| 6.      | Kim Yeong-nam Woo Ha-ram               | Korea Południowa  | 377,91     | 7.         | 401,67 | 6.      |
| 7.      | Kevin Berlín Iván García               | Meksyk            | 387,33     | 5.         | 400,71 | 7.      |
| 8.      | Benjamin Bramley Steele Johnson        | Stany Zjednoczone | 373,80     | 8.         | 383,79 | 8.      |
| 9.      | Wladimir Harutjunjan Lew Sargsjan      | Armenia           | 336,48     | 12.        | 372,48 | 9.      |
| 10.     | Timo Barthel Lou Massenberg            | Niemcy            | 378,96     | 6.         | 368,25 | 10.     |
| 11.     | Vincent Riendeau Nathan Zsombor-Murray | Kanada            | 397,38     | 4.         | 368,19 | 11.     |
| 12.     | Kawan Pereira Isaac Souza              | Brazylia          | 342,06     | 10.        | 348,78 | 12.     |
| 13.     | Jellson Jabillin Hanis Jaya            | Malezja           | 333,90     | 13.        | NQ     | NQ      |
| 14.     | Nikolaos Molwalis Atanasios Tsirikos   | Grecja            | 332,64     | 14.        | NQ     | NQ      |
| 15.     | Frandiel Gómez Jonathan Ruvalcaba      | Dominikana        | 330,99     | 15.        | NQ     | NQ      |
| 16.     | Conrad Lewandowski Thitipoom Marksin   | Tajlandia         | 277,86     | 16.        | NQ     | NQ      |
| 17.     | Botir Khasanov Marsel Zaynetdinov      | Uzbekistan        | 255,45     | 17.        | NQ     | NQ      |